# Shark Bait
Shark Bait (The Reef: Shark Bait en el Reino Unido, Australia y Norteamérica, Pi's Story en Corea del Sur y Movida bajo el mar o Carnada para tiburón en España y Latinoamérica) es una película animada de 2006, producida entre Corea del Sur y Estados Unidos.
La cinta, aunque recaudó aproximadamente 14 millones de dólares a nivel internacional, fue un fracaso comercial. Fue criticada principalmente por sus similitudes con películas animadas producidas por otras compañías, como Buscando a Nemo, El espantatiburones y La sirenita. A pesar de un experimentado y reconocido reparto de voces en el que destacan actores y comediantes como Evan Rachel Wood, Rob Schneider y Fran Drescher, la cinta fue un fracaso de taquilla. Aunque fue una producción compartida entre Estados Unidos y Corea del Sur, el filme no fue exhibido en salas de cine en el país norteamericano, donde fue publicada directamente en formato DVD en 2007.
Una secuela, titulada The Reef 2: High Tide, fue estrenada en 2012.

## Sinopsis
Pi, es un pequeño pez que vive felizmente con sus padres Pike y Piper en el contaminado puerto de Boston, hasta que un barco de pesca los saca del mar. Los padres de Pi logran ayudarlo a escapar, pero no pueden salvarse ellos. Años después Pi llega a un arrecife. Mientras trata de establecerse en este nuevo mundo, el dulce y bien intencionado Pi hace buenos amigos en su nuevo hogar, los primeros residentes que se encuentran con Pi son tres ancianos marlines llamados Moe, Jack y Manny, que lo dirigen hacia la casa de Pearl. En su camino allí, Pi se enamora inmediatamente de Cordelia, una pececita famosa que apareció en la portada de National Geographic. También conoce a su primo Dylan, que rápidamente se convierte en su mejor amigo. Aparece en escena Troy, un peligroso tiburón tigre que se interesa también en Cordelia.

## Reparto

### Estados Unidos

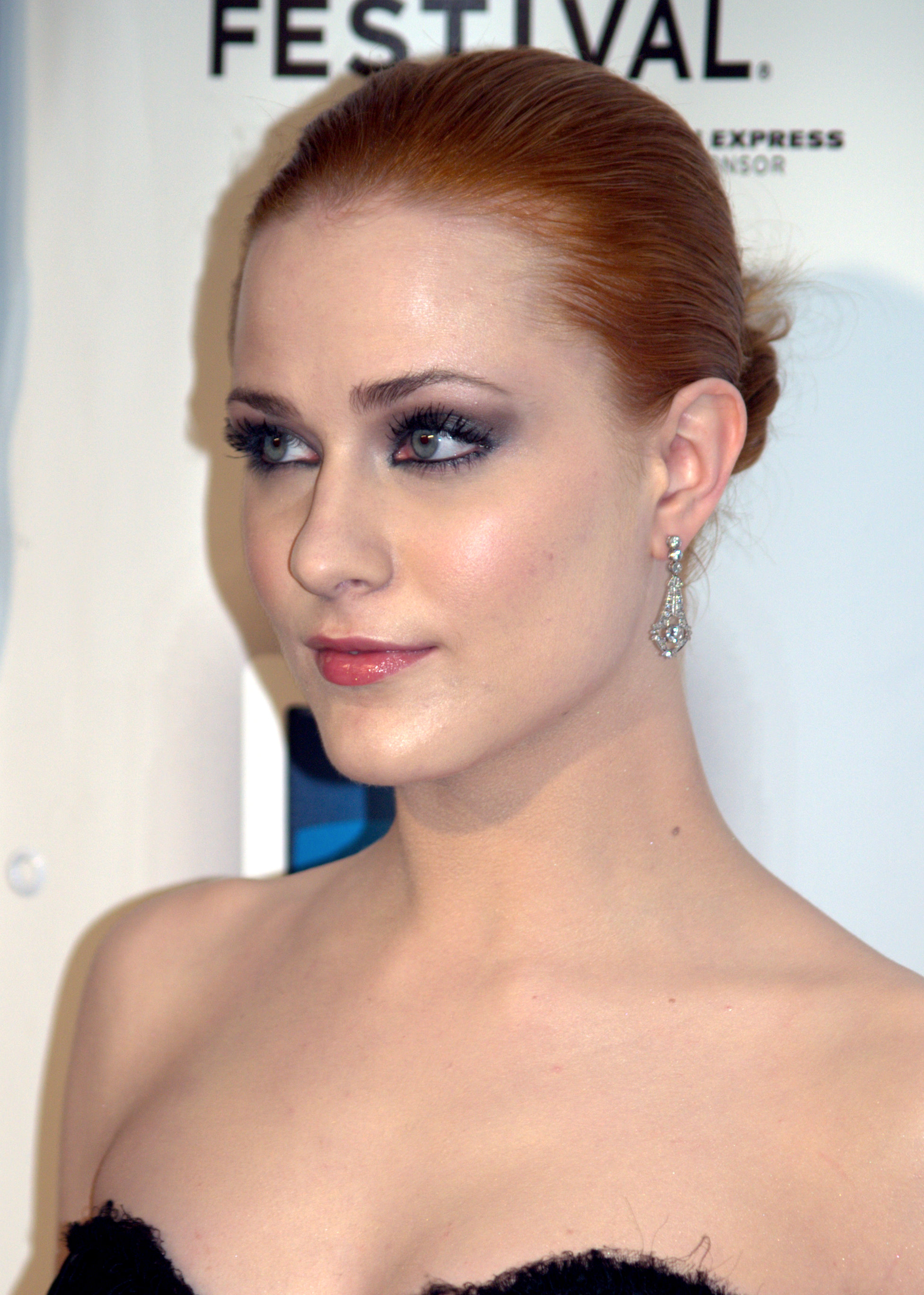
Evan Rachel Wood aportó la voz de Cordelia para la versión en inglés.

- Freddie Prinze, Jr. es Pi, un pez dorado huérfano que pierde a sus padres cuando son atrapados por una red de pesca.
- Evan Rachel Wood es Cordelia, una pez angel modelo para la revista National Geographic y el interés amoroso de Pi.
- Rob Schneider es Nerissa, un tortuga boba anciano que es el mentor de Pi.
- Donal Logue es Troy, un tiburón tigre que aterroriza al arrecife entero.
- Andy Dick es Dylan, un pez cirujano  que es el primo de Pi.
- Fran Drescher es Pearl, madre de Dylan y tía de Pi.
- John Rhys Davies es Thornton, una foca.
- R. Lee Ermey es Jack, un marlín con sobrepeso.
- Jimmy Bennett es el joven Pi.
- Dylan Cash es el joven Percy.
- Richard Epcar es Moe, un marlín.
- David Fickas es Max, un cangrejo con accento francés que es el jefe de Cordelia.
- Trent Ford es Percy, un marsopa que el hermano adoptivo de Pi.
- Joel Michaely es Lou, un pez sierra.
- Megahn Perry es Meg, madre de Percy.
- Mel Rodríguez es Manny, un marlín con accento español.
- Lena Gleen es Buddy, un cangrejo y jefe de Lou.
- Bruno Alexander es Pike, padre de Pi.
- Reedy Gibbs es Piper, madre de Pi.[2]

### Corea del Sur
- Kim Hyung-joon es Pi[6]
- Im Chae-moo
- Park Myeong-su
- Kim Kyu-jong
- Kim Hyun-joong
- Park Jung-min

## Recepción
Las críticas que recibió Shark Bait fueron generalmente negativas. Ha sido considerada como una copia de otras producciones animadas como Buscando a Nemo, ya que cuenta una historia muy similar a la de la película de Pixar, así como de otras películas como El espantatiburones y Karate Kid. También fue criticada por su mala animación, considerada obsoleta para ser de una película estrenada en el año 2006.
David Cornelius de eFilmCritic.com afirmó: «sin duda una de las películas animadas más baratas y feas jamás producidas», criticando sus efectos de CGI, sus gráficos y su animación. También criticó su trama, afirmando que «el guion repite todos los clichés concebibles para una película infantil». Vince Leo de Qwipster's Movie Reviews le dio a la película dos de cinco estrellas posibles, afirmando: «Shark Bait ciertamente está probando los límites. Es fácilmente la peor aventura animada por ordenador hasta la fecha». Criticó la animación, refiriéndose especialmente al pobre diseño de los personajes y de los escenarios.
En una de las pocas reseñas favorables, la crítica del portal Urban Cinefile Louise Keller afirmó respecto a la película: «Se conoce como Shark Bait en la mayoría de territorios, pero The Reef es un título mucho mejor para este colorido y entretenido cuento animado para toda la familia».